# Габихт, Иоган Генрих
Иоган Генрих Габихт (нем. Johan Henrik Habicht; 1762—1816) — немецкий философ, педагог, профессор философии Виленского университета.
Сторонник классической немецкой философии, испытавший влияние идей И. Канта и К. Рейнгольда, потом пробовал, но неудачно, построить собственную систему.
С 1804 года — профессор Виленского университета. В том же году получил кафедру логики и метафизики. В 1809 году читал здесь же лекции по нравоучительной логике.
Ко времени назначения профессором опубликовал 24 труда по философии. Габихт читал на латыни и тяжёлым для понимания стилем, поэтому его лекции особой популярностью не пользовались.
В Вильне Габихт издал на основе своих лекций книгу «Initia Philosophiae propriae sic dictae». Vilnae (1814).